# Exofonía
La exofonía es la práctica (normalmente creativa) de escribir en un idioma que no es la  lengua materna. Mientras que el fenómeno ha sido conocido desde hace siglos, el término es relativamente nuevo: fue introducido[cita requerida] dentro del campo de los estudios literarios y culturales por Susan Arndt, Dirk Naguschewski y Robert Stockhammer en 2007.
Algunos autores exofónicos pueden ser bilingües o multilingües desde de la infancia, incluso políglotas, mientras que otros pueden hablar en una lengua adquirida. En algunos casos la segunda lengua es adquirida en una etapa temprana de la vida, por ejemplo a través de la inmigración, y no siempre está claro si el escritor debe ser estrictamente clasificado como hablante no-nativo.
En otros casos, la lengua es adquirida mediante el exilio o la migración: "La escritura exofónica, el fenómeno de escribir literatura en una segunda lengua, está creciendo alrededor de Europa debido a la migración laboral".
Es una forma de literatura transnacional, aunque la última también abarca la escritura que cruza las fronteras estilísticas o culturales nacionales sin estar escrita en otro idioma. "Extraterritorialidad y exofonía son nociones importantes no solo para la  literatura comparativa  sino también para la cuestión del estatus del texto literario (del) siglo 21. también se superpone con el  translingualismo, y escritor translingualista  es uno de los muchos términos que se han acuñado para describir este fenómeno. Conceptos relacionados en inglés incluyen  transculturalismo/transculturación, escritura axial, posnacionalismo y  poscolonialismo, y en alemán, Exophonie , Anders-Sprachigkeit, Interkulturelle Literatur ('literatura intercultural'), Gastarbeiterliteratur ('literatura de trabajadores invitados), Ausländerliteratur ('literatura extranjera') y Migrantenliteratur (' literatura migrante').
Las motivaciones para volverse un escritor exofónico pueden ser varias: Para hacer una declaración política  (por ejemplo, Yoko Tawada intentó "producir exofonía tanto en su lengua materna (Japonés) como en  su lengua adquirida (alemán) ...para desmantelar ...la concepción ultranacionalista de un "hermoso"  idioma japonés), para adoptar /evadir elementos estilísticos de lenguas particulares ("Para Tawada, un hablante nativo de una lengua cuya gramática no hace distinciones por género, artículos definidos e indefinidos, o singular y plural ... cada palabra, frase o modismo occidental se convierte en un acertijo ", "Busco alguna expresión improbable en mi lengua nativa, tratando de encontrar la equivalencia adecuada en la traducción para una palabra o frase en inglés), para evadir el riesgo de estar perdida en la traducción o ganar un mayor número de lectores – la literatura traducida en el Reino Unido y Estados Unidos  representa un pequeño porcentaje de las ventas por lo que  "tiene sentido comercial". Cuando le preguntaron por qué no escribía en su lengua nativa, Joseph Conrad respondió: "valoro mucho nuestra hermosa literatura polaca para introducir en ella mis tonterías sin valor . Pero para los ingleses mis capacidades son las suficientes."
Algunos autores exofónicos son también traductores, incluyendo (en algunos casos) de sus propias obras. Por el contrario, la traducción de trabajos exofónicos pueden presentar problemas debido a la "desfamiliarización del nuevo idioma a través de la innovación estilística".

## Otras lecturas
- Exophony and the Locations of (Cultural) Identity in Levy Hideo's Fiction Archivado el 3 de julio de 2015 en Wayback Machine., Faye Yuan Kleeman, (recuperado el 28 de febrero del 2017)
- The unprepared future of an exophonic refugee, Al Filreis, (recuperado el 28 de febrero del 2017)
- Voluntary Exile, Michael F. Moore, (recuperado el 28 de febrero del 2017)
- The Fall of Language in the Age of English, Elisa Taber's review in Asymptote of Minae Mizumura's book, (recuperado el 28 de febrero del 2017)
- Dan Vyleta's top 10 books in second languages, Dan Vyleta in The Guardian, (recuperado el 28 de febrero del 2017)
- Why writing in English was a good career move for Nabokov, Conrad – and now Chirovici, Toby Lichtig in The Daily Telegraph, (recuperado el 28 de febrero del 2017)

- Datos: Q24944126